# Możliwości eksploatacji Tytana

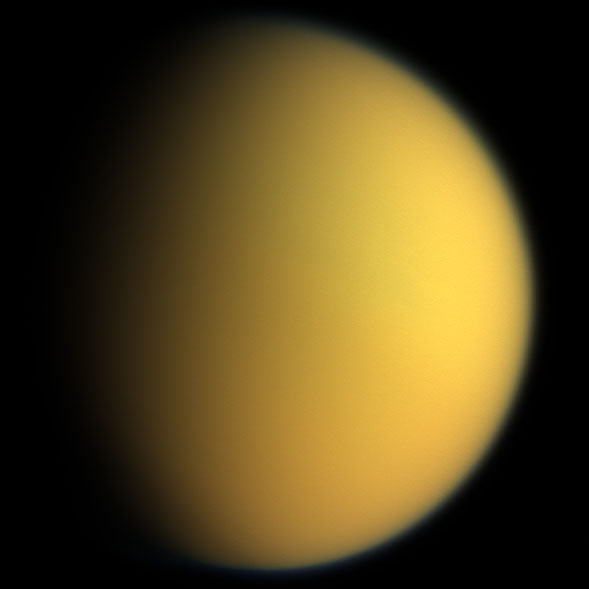
Tytan w swym naturalnym kolorze

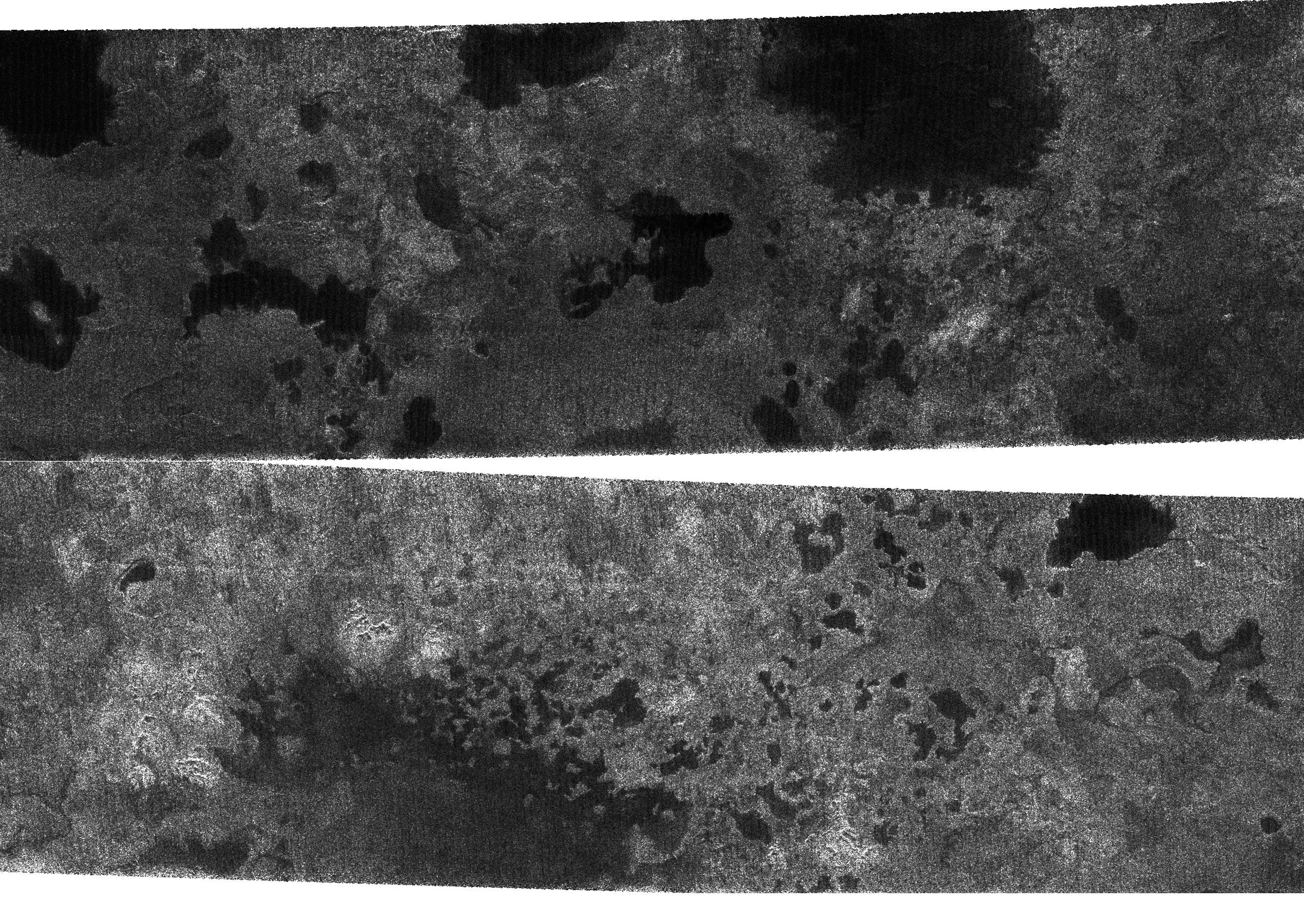
Węglowodorowe jeziora na Tytanie

Tytan – największy z księżyców Saturna, jest jednym z dość prawdopodobnych celów przyszłej kolonizacji Kosmosu z uwagi na duże złoża węglowodorów.

## Zasoby naturalne księżyca
Z badań wykonanych w 2008 roku za pomocą sondy Cassini-Huygens wynika, że rozmiary złóż płynnych węglowodorów na Tytanie przekraczają setki tysięcy razy wielkość wszystkich znanych złóż ropy naftowej i gazu ziemnego na Ziemi. Węglowodory gromadzą się na powierzchni w formie oceanów, jezior i wydm.

## Możliwości zasiedlenia
Na Tytanie znajdują się najważniejsze pierwiastki potrzebne do utrzymania życia ludzkiego. Atmosfera Tytana zawiera duże ilości azotu i metanu, płynny metan znajduje się na jego powierzchni. Woda i amoniak znajdują się pod powierzchnią księżyca i bywają wyrzucane w wyniku erupcji wulkanów. Mieszanka azotu i tlenu uzyskanego z wody stanowi powietrze podobne do ziemskiego. Azot, metan i amoniak mogą być użyte do wyprodukowania nawozów sztucznych.
Niewielka grawitacja (0,14 g przy powierzchni) stanowiłaby istotny problem w przypadku dłuższego pobytu człowieka na Tytanie. Może to skutkować obniżeniem gęstości kości, mięśni i osłabieniem układu odpornościowego. Praktyki opracowane na potrzeby misji stacji orbitalnych skutecznie przeciwdziałają niekorzystnym efektom zbyt niskiej grawitacji. Doświadczenia te ograniczone są jednak do warunków niemalże zerowego przyciągania, natomiast wpływ grawitacji porównywalnej z grawitacją Tytana na organizm ludzki jest słabo zbadany.
Temperatura na Tytanie wynosi około 94 K (−179 °C). Ciśnienie atmosferyczne przy powierzchni jest około 1,5 razy większe niż ciśnienie powietrza ziemskiego na poziomie morza. Gęstość atmosfery księżyca Saturna jest około 4,5 raza większa od gęstości powietrza ziemskiego na poziomie morza. Niska temperatura w połączeniu z gęstą, dość dobrze przewodzącą ciepło atmosferą stanowią duży problem w kwestii ogrzania kolonii dla potrzeb człowieka. Z drugiej strony zbliżone do ziemskiego ciśnienie powietrza ułatwiłoby budowę lądowników i budynków kolonii, zaś gęsta atmosfera skutecznie pochłania promieniowanie i ułatwi wykorzystanie maszyn latających.
Atmosfera Tytana zawiera silnie toksyczny cyjanowodór.